# Alternaria pellucida
Alternaria pellucida är en svampart som beskrevs av E.G. Simmons 1990. Alternaria pellucida ingår i släktet Alternaria och familjen Pleosporaceae.   Inga underarter finns listade i Catalogue of Life.